# Großer Arber
Großer Arber (baw. da grose Arba, czes. Velký Javor) – szczyt w paśmie górskim Las Bawarski (Niemcy), nazywany Królem Lasu Bawarskiego. Wysokość 1456 m n.p.m.